# Ala ad-Dawla Muhammed
Ala o-dowleh Mohammad ben Dochmanziyâr pesar Kâkuyeh
`Alâ' ad-Dawla Abû Ja`far Muhammad ben Duchmanziyâr ben Kâkâwyî (Noblesse de l'empire) est un militaire daylamite qui a fondé l'éphémère, mais importante dynastie des Kakouyides dans le Jibâl de manière indépendante et qui survit ensuite sous la domination des Seldjoukides à Abar Kûh et Yazd. On le surnomme pesar e-Kâkuyeh ou ben Kâkâwyî ce surnom viendrait d'un mot du dialecte local signifiant oncle, oncle maternel ou frère. `Alâ' ad-Dawla est mort en septembre 1041.

## Biographie
Rostam, le père d'`Alâ' ad-Dawla Muhammad, a été un militaire au service des Bouyides à qui l'on a donné des terres dans l'Elbrouz en remerciement de ses services. Il a pour mission de protéger les territoires des Bouyides dans la région de Ray et dans le nord du Jibâl contre les dirigeants locaux du Tabaristan. Rostam était l'oncle de Sayyida, mère de l'émir bouyide de Ray, Majd ad-Dawla Rustam et de celui d'Hamadân, Abû Tâhir Chams ad-Dawla. Les deux sont sous la tutelle de leur mère Sayyida jusqu'à sa mort en 1028. `Alâ' ad-Dawla est le cousin de Sayyida.
Compte tenu de ces liens familiaux, il n'est pas surprenant qu'en 1007/08 `Alâ' ad-Dawla Muhammad ait été gouverneur d'Ispahan, au nom des Bouyides. Certaines sources disent qu'il était déjà en place en 1003. La fragilité de Majd ad-Dawla incite `Alâ' ad-Dawla à étendre son domaine dans des régions encore incontrôlées au nord et à l'ouest de ces montagnes tenue par des kurdes indépendants comme les Banû Annaz de Hulwân.
La prise d'Hamadân est pour `Alâ' ad-Dawla un objectif prioritaire. Les Bouyides en sont délogés en 1023. Dinavar et Châpûr-Khwâst sont prises à des chefs kurdes. Les années suivantes sont consacrées à la défense de ces conquêtes contre les Kurdes et d'autres Daylamites comme les princes (ispâhbâdh) Bawandides du Tabaristan.
En 1027, `Alâ' ad-Dawla remporte une grande victoire sur ses rivaux à Nahavand. Il consolide son statut de puissance unique au Jibâl alors que l'émir bouyide Majd al dawla à Ray reste le suzerain en titre. `Alâ' ad-Dawla frappe des monnaies à son nom. Il a obtenu du calife abbasside Al-Qadir, et sans l'intervention des Bouyides, le titre de « Husâm Amîr al-Mu'minîn » (Epée du commandeur des croyants)
En 1029, le Bouyide Majd al dawla reprend Ray aux Ghaznévides. Le Sultan Mas`ûd Ier dirige des opérations au nord-ouest de la Perse. Il apporte un élément nouveau et menaçant dans la tortueuse politique de la région. Mas`ûd pousse plus à l'ouest, avec l'idée clairement exprimée de libérer les Abbassides de la tutelle des Bouyides chiites et autres schismatiques.
`Alâ' ad-Dawla renonce temporairement à Ispahan et à Hamadân. Il fuit chez les ses cousins Bouyides à Ahwâz. Il fait rapidement la paix avec les Ghaznévides et revient comme leur vassal. Il doit payer un tribut annuel de 200 000 dinars qu'il ne verse que sporadiquement. Il parvient à étendre son domaine jusqu'à Yazd. Les Ghaznévides ne sont pas en mesure de contrôler leurs conquêtes trop éloignées de Ghaznî. `Alâ' ad-Dawla reprend Ray pendant quelque temps en 1030. La région est le théâtre d'une série de rébellions puis de répressions par les Ghaznévides.
En 1035, le ghaznévide Mas`ûd poursuit `Ala' ad-Dawla qui trouve de nouveau refuge chez ses cousins à Ahwâz. `Ala' ad-Dawla en profite pour y recruter des renforts dans les rangs des troupes dites « Irakiennes » formées de Turkmènes ou d'Oghouzes. En 1037/38, `Alâ' ad-Dawla, aidé de ses auxiliaires turkmènes, reprend Ray aux Ghaznévides.
Avec l'insécurité chronique qui règne sur le Jibâl, `Alâ' ad-Dawla consacre ces années à la construction d'une muraille de défense autour de la ville d'Ispahan. La ville est attaquée et grâce à ses fortifications elle échappe au saccage qu'avait subi Hamadân. Elle devient une ville dominée par les Turcs en 1038/39.
`Alâ' ad-Dawla décède en septembre 1041 alors qu'il menait une campagne au Kurdistan contre les Banû Annaz. Il a réussi à préserver son domaine des attaques de ses voisins Bouyides, Ghaznévides et Seldjoukides. Il a démontré ses qualités de stratège et de diplomate. Son fils aîné Abû Mansûr Zahîr ad-Dîn Farâmarz lui succède à Ispahan tandis que son cadet Abû Kalîyâr Garchâps `Ala' ad-Dawla Ier prend le pouvoir à Hamadân. Ils ont la lourde tâche de maintenir l’État kakouyide contre l'expansionnisme des Seldjoukides.

## L'héritage
`Alâ' ad-Dawla est tout le contraire d'un barbare inculte comme l'étaient certains des commandants daylamites antérieurs. Il a reçu dans sa cour le philosophe Avicenne après qu'il a quitté la cour des Bouyides à Hamadân. Le grand philosophe et scientifique est mort à son service en 1037. Avicenne a dédié son encyclopédie à l'émir. La bibliothèque d'`Alâ' ad-Dawla est pillée par les Ghaznévides, qui la transportent à Ghazni, où elle est détruite par les Ghurides.